# Joe Ruby
Joe Ruby, wł. Joseph Clemens Ruby (ur. 30 marca 1933 w Los Angeles, zm. 26 sierpnia 2020 w Westlake Village) – amerykański scenarzysta, producent i animator.

## Życiorys
Urodzony 30 marca 1933 r. w Los Angeles jako syn lekarza i w tym też mieście dorastał. Tam też ukończył Fairfax High School, a następnie wstąpił do US Navy i służył w czasie wojny koreańskiej jako operator sonaru na niszczycielu. Po odejściu z armii zatrudnił się w Walt Disney Studios w programie dla animatorów. Wiedząc, że zostanie pełnoprawnym animatorem zajmie mu wiele lat, przekwalifikował się i odpowiadał za muzykę. Równocześnie pracował na własny rachunek jako pisarz i twórca komiksów. W 1959 r. zaczął wraz z Kenem Spearsem dodatkową pracę dla studia Hanna Barbera, które intensywnie poszukiwało osób, które będą pisać krótkie wstawki do seriali Pies Huckleberry i Miś Yogi. Z czasem zaczął też pracę dla Hannah Barbera jako dźwiękowiec i zajął się pisaniem scenariuszy ze Spearsem, co pozwoliło im uzyskać w latach 1960. posadę głównych scenarzystów. Wraz ze Spearsem stworzył m.in. serię Scooby Doo, gdzie jesteś?
Na początku lat 1970. wraz ze Spearsem zaczął pracować dla CBS jako odpowiedzialni za sobotnie poranne pasmo kreskówkowe, a od 1975 r. pełnili analogiczną funkcję w ABC. W 1977 r. Ruby i Spears założyli własne studio animacji Ruby-Spears Productions, które wyprodukowało m.in. seriale Thundarr The Barbarian, Fangface, Mt. T, Plastic Man, Alvin i wiewiórki, Rubik The Amazing Cube, Donkey Kong, Space Ace, Dink, mały dinozaur, The Puppy Adventures, Dragon’s Lair i Superman oraz filmy takie jak Bunnicula, the Vampire Rabbit i The Cabbage Patch Kids First Christmas. W 1981 r. firma została kupiona przez Taft Entertainment, ale mimo to Ruby dalej tworzył nowe seriale, w tym m.in. Akademia policyjna, Chuck Norris i jego karatecy, Lazer Tag Academy, Centurions, Mega Man, Punky Brewster i Rambo.
Zmarł 26 sierpnia 2020 r. w swoim domu w Westlake Village w Kalifornii z przyczyn naturalnych.
Żonaty z Carole, miał z nią czworo dzieci.